# Scleria testacea
Scleria testacea är en halvgräsart som beskrevs av Christian Gottfried Daniel Nees von Esenbeck och Carl Sigismund Kunth. Scleria testacea ingår i släktet Scleria och familjen halvgräs. Inga underarter finns listade i Catalogue of Life.

## Bildgalleri

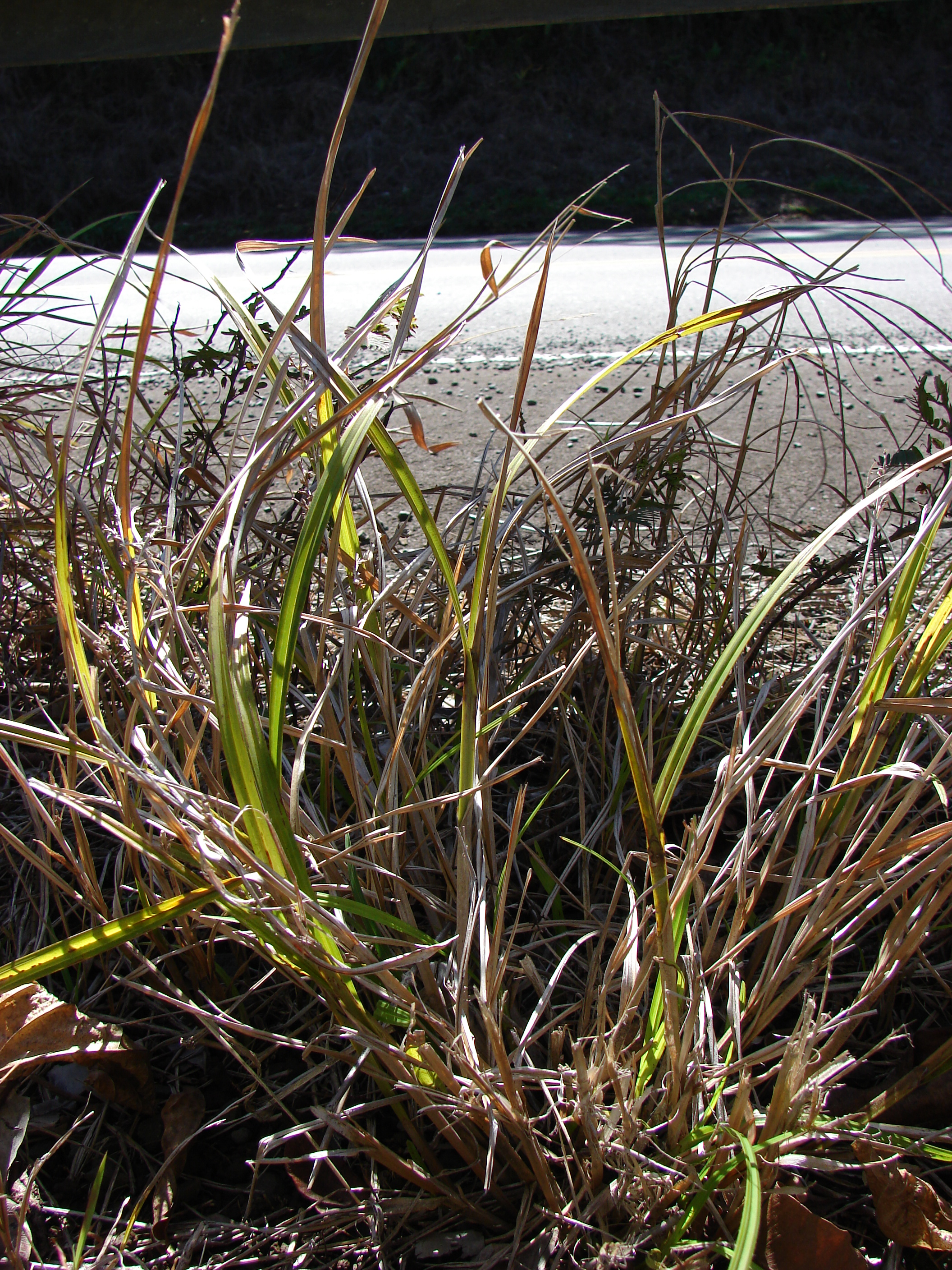
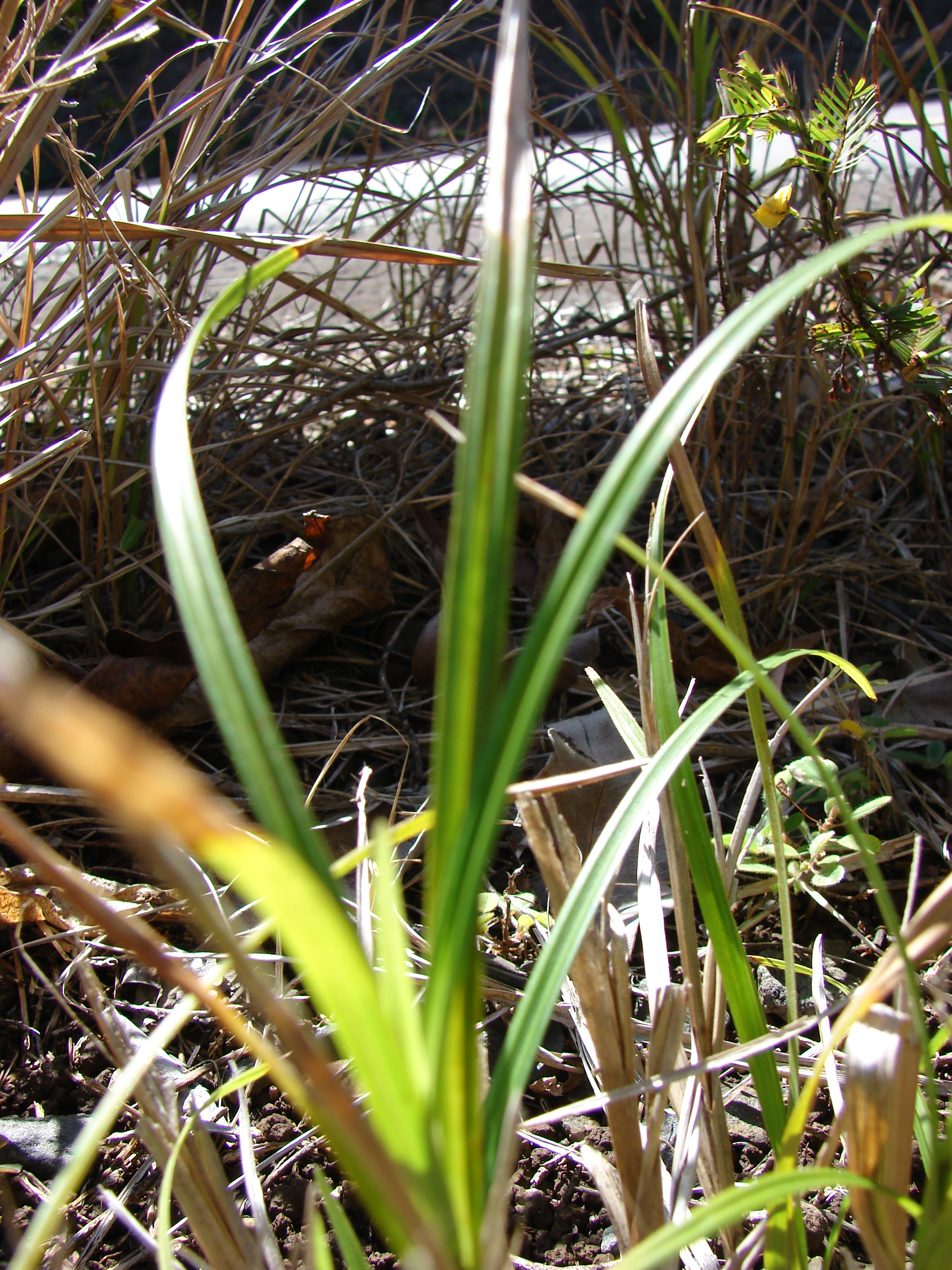
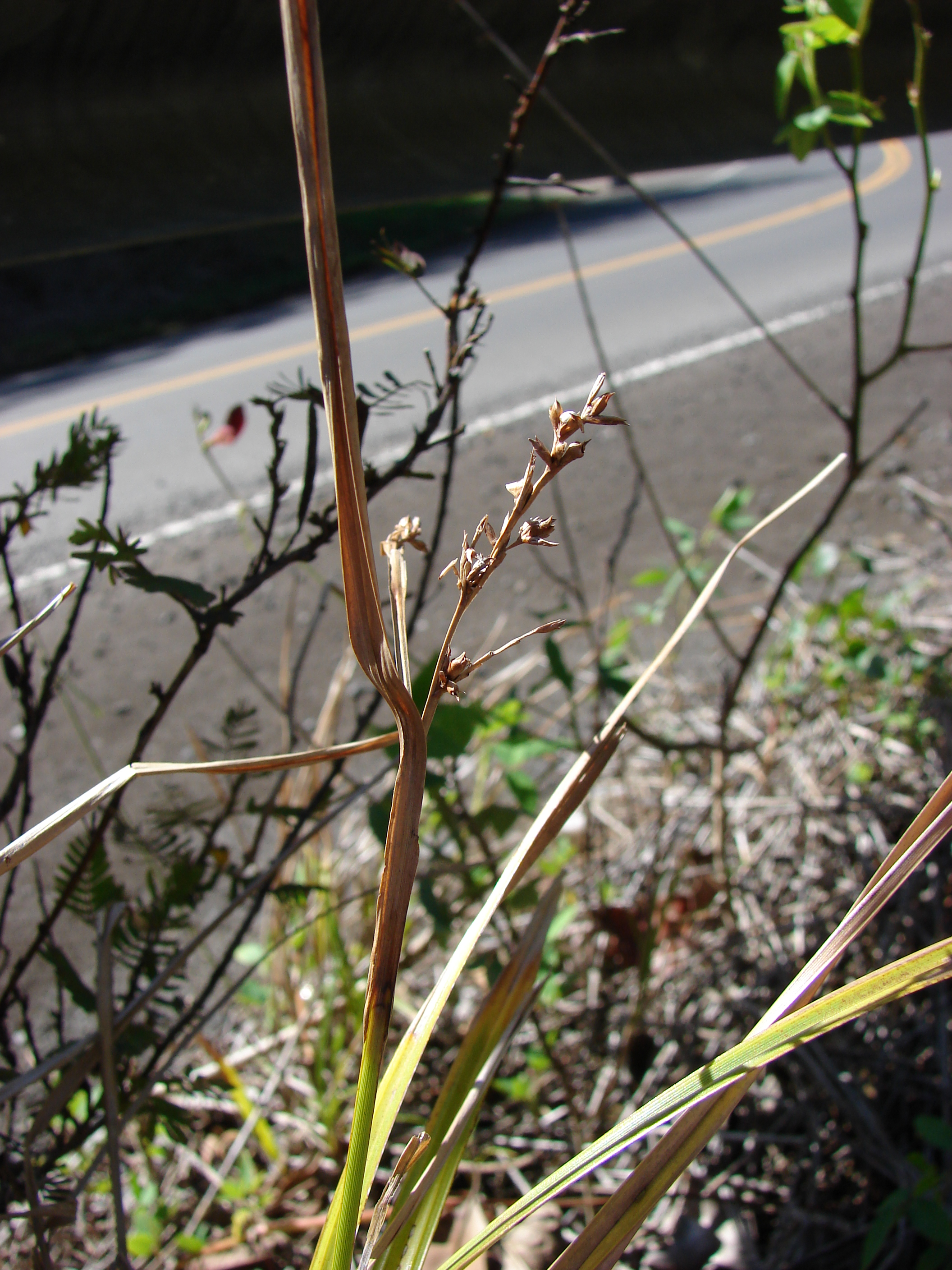
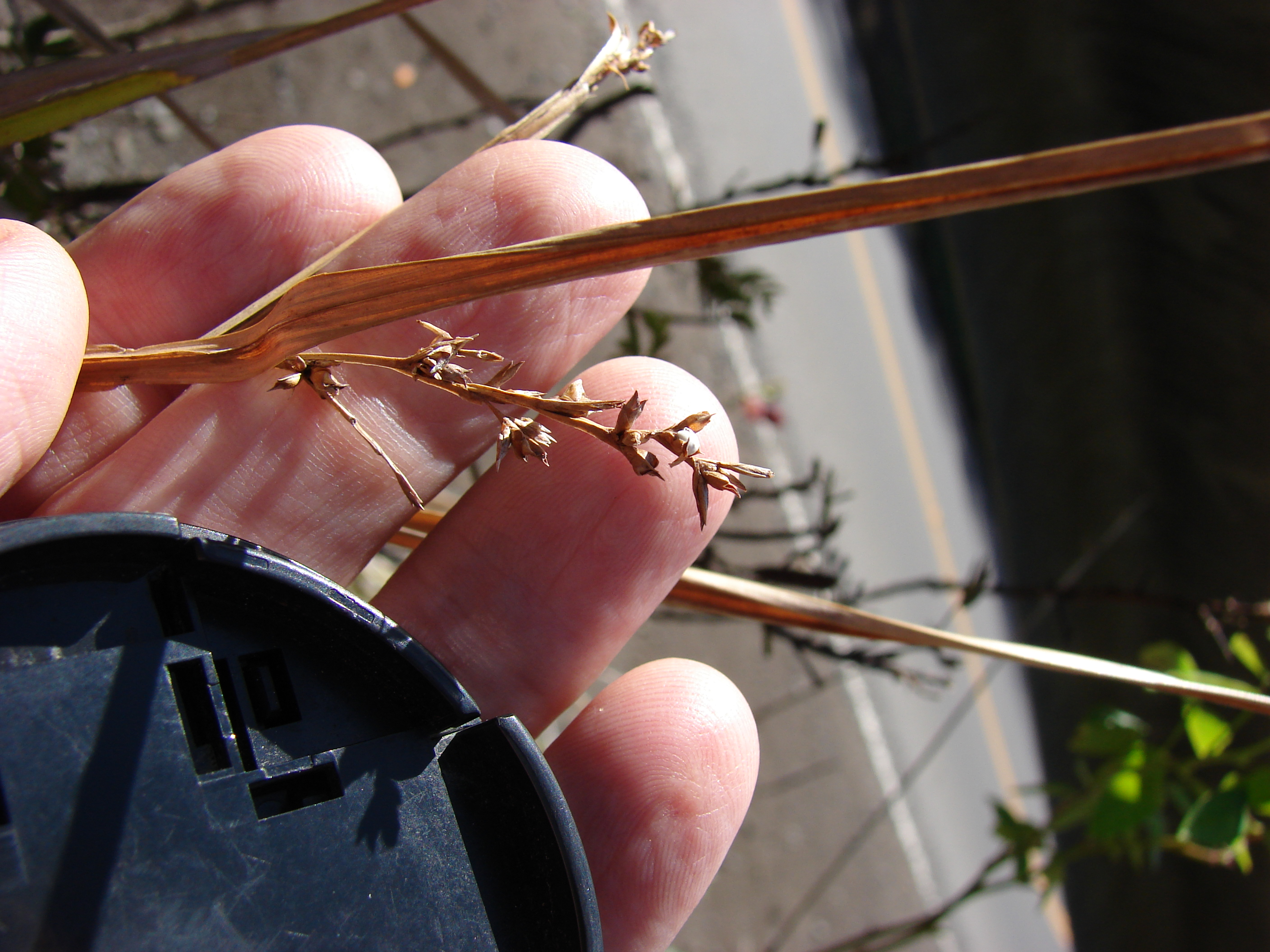